# Club Deportivo Natación Inacua Málaga
El Club Deportivo Natación Inacua Málaga es un club deportivo con sede en Málaga, España. Fue fundado en abril de 2011 y tiene secciones de natación, natación sincronizada y natación master.

## Historia
El Club Deportivo Natación Inacua Málaga fue fundado en abril de 2011 bajo el nombre de Club Natación Málaga, con el objetivo de captar futuros nadadores entre los alumnos de las diferentes escuelas del Centro Acuático Inacua.
En 2013 pasa a la denominación actual con un acuerdo de colaboración entre el club y la gerencia del Centro Acuático.
Actualmente, el club está considerado uno de los mejores clubes de Andalucía y de España. En su palmarés cuenta con 3 Copas de Andalucía en categoría femenina, 1 Copa de España de Segunda División en categoría femenina y varios Campeonatos de Andalucía, entre otros.

## Nadadores destacados
Entre sus filas el club cuenta con varios nadadores internacionales a nivel europeo y mundial, como Paloma de Bordóns, Carmen Balbuena, Diana Santamaría y Ángel De Oña.